# Lee Strasberg
Lee Strasberg, ursprungligen Israel Strassberg, född 17 november 1901 i Budaniv, Österrike-Ungern (nuvarande Ukraina), död 17 februari 1982 i New York, USA, var en amerikansk teaterregissör, teaterpedagog och skådespelare.

## Biografi
Strasberg, som kom till USA som nioåring, studerade bland annat för Maria Ouspenskaya vid American Laboratory Theatre. Han gjorde scendebut 1925. Han var en av grundarna av Group Theatre i New York 1930, och regisserade ett flertal pjäser. 1948 blev han teaterpedagog vid den berömda Actors Studio i New York, som han medverkade till att grunda, och där han lärde ut method acting.
Han gjorde filmdebut 1974 som den judiske gangsterbossen Hyman Roth i Gudfadern II, för vilken han nominerades för en Oscar för bästa manliga biroll. Han medverkade sedan i ytterligare några filmer, bland annat På andra sidan bron 1976.
Han var far till skådespelerskan Susan Strasberg (1938–1999).